# Valerie Leon
| Valerie Leon                              | Valerie Leon                                                       |
| Kattints az alábbi külső linkek egyikére! | Kattints az alábbi külső linkek egyikére!                          |
| ----------------------------------------- | ------------------------------------------------------------------ |
| Nem található szabad kép.(?)              |                                                                    |
| külső link · jogvédett                    | Leda szerepében a „Folytassa a dzsungelben!” c. vígjátékban (1970) |

Valerie Therese Leon (Islington, London, Egyesült Királyság, 1943. november 12. –) brit (angol) fotómodell, színésznő, komikus. Öt évtizedes pályafutása során látványos filmekben és népszerű televíziós sorozatokban szerepelt, így a Folytassa-sorozat hat filmjében, az 1969-es Az olasz melóban, a A kém, aki szeretett engem c. James Bond-filmben, A Rózsaszín Párduc bosszújában és hasonló kalandfilmekben. Erősen nőies alkata miatt férfifaló bombázókat és harcos amazonszerepeket alakított, gyakran nevezték az „angol Raquel Welch”-nek.

## Élete

### Származása, pályakezdése
Londontól észak-nyugatra, Islingtonban (más forrás szerint a közeli Hampsteadben) született. Ma mindkettő London városrésze. Négy testvér közül ő volt a legidősebb. Apja Henry Leon volt, egy textilgyár igazgatója, anyja, Daphne Ehrmann, aki a Royal Academy of Dramatic Art (RADA) színiakadémia elvégzése után színésznőként kezdett dolgozni, de főállású családanyaként feladta színésznői karrierjét.
Valerie először kereskedelmi középiskolát végzett, aztán Párizsba utazott, hogy au pair-lányként gyermekekre felügyeljen és nyelvet tanuljon. Párizsban kezdett modellkedni, majd visszatért Angliába. A Harrods áruházban kezdett dolgozni. Elment egy castingra és revütáncosnő lett. Meglátták tehetségét, hamarosan a Funny Girl c. musicalben Barbra Streisand mellett szerepelhetett.

### Színészi pályája
Első televíziós szerepét 1967-ben kapta, Az Angyal kalandjai egyik epizódjában, Roger Moore mellett. További kisebb szerepeket kapott a Minden lében két kanálban, és a Bosszúállók sorozatban. Országos ismertségét nagyon segítette, hogy arca (és női bájai) rendszeresen megjelentek részt kereskedelmi hirdetéseken, mindennapi pipere árucikkek címkéin, és televíziós reklámklipekben. Reklámalakja 1969–1975 között átütő sikert hozott a Hai Karate After Shave forgalmazóinak.
1968–73 között Leon szerepet kapott hat Folytassa-filmben, 1977–83 között két James Bond-filmben (A kém, aki szeretett engem és Soha ne mondd, hogy soha). Legsikeresebb szerepei voltak: a recepciós lány az 1969-es Az olasz melóban, Michael Caine mellett; 1973-ban Susan, a call-girl szerepe a Csak semmi szexet, kérem, angolok vagyunk c. vígjátékban és 1978-ban Tanya a A Rózsaszín Párduc bosszújában. Ritka főszerepet, a feltámasztott óegyiptomi hercegnőt kapta az 1971-es Blood from the Mummy’s Tomb c. Hammer-horrofilmben. A film meztelen jeleneteit Leon nyilatkozata szerint nem ővele, hanem egy dublőzzel vették fel. Minden nyilatkozatában ragaszkodott ahhoz, hogy ő maga sohasem jelent meg filmen meztelenül.
Kisportolt, nagyon nőies alkatából adódóan, férfiakat hódító harcos amazonként híresült el. Rajongói körében egyfajta kultuszfigurává, szex-szimbólummá vált. Ő volt az egyetlen színésznő, aki korának négy nagy konkurens franchise-ában is kapott szerepeket (Folytassa-sorozat, James Bond-lány, Hammer-horrorfilmek és a Rózsaszín párduc-sorozat). Az „angol Raquel Welch”-nek nevezték, célozva elsöprő női vonzerejére.
Színházi fellépéseket is vállalt, így pl. szerepelt Woody Allen Játszd újra, Sam! c. darabjában, David Jason mellett a Darling Mr. London-ban, Agatha Christie Feketekávé-jában, és Hamilton Deane Drakula c. színművében, amely Bram Stoker regénye alapján készült.

### Magánélete
1974-ben feleségül ment a nála 24 évvel idősebb Michael Millshez (1919–1988), a BBC televízió szórakoztató osztályának vezetőjéhez. Két gyermekük született (fiuk, Leon Mills 1975-ben, leányuk, Merope Mills 1977-ben). Mills 1998-ban elhunyt. 2009 óta Valerie Leon Spanyolországban és Nagy-Britanniában él, rendezvényeken és turistahajókon tart képes prezentációkat életéről és filmjeiről.

## Főbb filmszerepei
- 1966: A magányos villa titka (That Riviera Touch), bikinis lány, névtelen szerep
- 1966: The Sandwich Man, lány a tömegben, névtelen szerep
- 1967: Az angyal kalandjai (The Saint), tévésorozat, To Kill a Saint epizód, Therese
- 1967: The Baron, tévésorozat, filmszínésznő
- 1968: Bosszúállók (The Avengers), tévésorozat, Betty
- 1968: Folytassa a Khyber-szorosban! (Carry On… Up the Khyber), vendégfogadó lány, névtelen szerep
- 1969: Folytassa a kempingezést! (Carry On Camping), Miss Dobbin
- 1969: Az olasz meló (The Italian Job), Royal Lancaster recepciós lány
- 1969: Szellemes nyomozók (Randall and Hopkirk (Deceased)), tévésorozat, Kay
- 1969: Folytassa újra, doktor! (Carry On Again Doctor), Deirdre
- 1970: Folytassa a dzsungelben! (Carry on Up the Jungle ), Leda, az amazonok vezére
- 1970: Up Pompeii!, tévésorozat, Daili
- 1970: The Man Who Had Power Over Women, Glenda
- 1970: A gátlástalanság lovagja (The Rise and Rise of Michael Rimmer), Tanya
- 1971: Blood from the Mummy’s Tomb, Margaret / Tera hercegnő
- 1971: Minden lében két kanál (The Persuaders!), tévésorozat, Space Queen
- 1972: Folytassa, főnővér! (Carry On Matron), Jane Darling
- 1972: Carry on Christmas: Carry on Stuffing, tévéfilm, szolgáló fehércseléd
- 1973: Csak semmi szexet, kérem, angolok vagyunk (No Sex Please - We’re British), Susan
- 1973: Folytassák, lányok! (Carry On Girls), Patricia Potter
- 1975–1977: Alfa holdbázis (Space: 1999), tévésorozat, Thule-i lány
- 1976: Queen Kong, a Nabongák királynője
- 1977: A kém, aki szeretett engem (The Spy Who Loved Me), szállodai recepciós
- 1978: Vadlibák (Wild Geese), dealer lány
- 1978: A Rózsaszín Párduc bosszúja (Revenge of the Pink Panther ), Tanya
- 1983: Ámor rabjai (Let There Be Love), tévésorozat, Yolanda
- 1983: Soha ne mondd, hogy soha (Never Say Never), Lady a Bahamákon
- 2006: A bor nem válik vízzé (Last of the Summer Wine), tévésorozat, Mrs. Cheetham
- 2007: Az otthon zöld füvén (The Green Green Grass), tévésorozat, Katia mamája

## További információ
- Hivatalos oldal
- Valerie Leon a PORT.hu-n (magyarul)
- Valerie Leon az Internetes Szinkronadatbázisban (magyarul)
- Valerie Leon az Internet Movie Database-ben (angolul)
- Valerie Leon a Rotten Tomatoeson (angolul)
- Valerie Leon az AlloCiné weboldalán (franciául)
- Valerie Leon Profile. famousfix.com. (Hozzáférés: 2023. január 18.)
- ↑ AndrewRoss:  Andrew Ross. Carry On Actors: The Complete Who’s Who of the Film Series (angol nyelven). Fantom Publishing (2015). ISBN 1-906358-95-8